# Novi Senkovac
Novi Senkovac is een plaats in de gemeente Slatina in de Kroatische provincie Virovitica-Podravina. De plaats telt 366 inwoners (2001).